# Благовісник (журнал)
«Благовісник»  — всеукраїнський християнський журнал, головне видання Української Церкви Християн Віри Євангельської (Всеукраїнський союз християн віри євангельської-п'ятидесятників). Виходить щоквартально з 1992 року. Мова видання — українська (з 2012 по 2014 виходив окремими виданнями українською та російською мовами). Редакція знаходиться у м. Луцьку. Головний редактор — Юрій Вавринюк.
Тематика журналу — життя та діяльність Церкви ХВЄ України та місцевих громад, духовні та публіцистичні статті, художні твори. Особлива увага приділяється темі консолідації Церкви із сучасним суспільством та вплив на нього, пошуку діалогу між різними гілками християнства, між Церквою та суспільством, Церквою та владою. Журнал постійно звертається до останніх подій в Україні, аналізуючи їх з християнської точки зору, висвітлює погляди Церкви ХВЄУ на них, розповідає про зусилля керівництва ЦХВЄУ у всеукраїнському та регіональному масштабах щодо побудови нової української держави на основі справедливості та християнської моралі. Постійна увага видання прикута до волонтерської та капеланської роботи, яка ведеться Церквою, місцевими громадами та окремими служителями.